# Temporada 1951-52 de los Minneapolis Lakers
La Temporada 1951-52 fue la cuarta de los Minneapolis Lakers en la NBA. La temporada regular acabó con 40 victorias y 26 derrotas, ocupando el segundo puesto de la División Oeste, clasificándose para los playoffs en los que ganaron las finales ante los New York Knicks.

## Elecciones en elDraft
| Ronda | Puesto | Jugador    | Posición  | Nacionalidad   | Universidad  |
| ----- | ------ | ---------- | --------- | -------------- | ------------ |
| T     | -      | Myer Skoog | Base      | Estados Unidos | Minnesota    |
| 2     | 19     | Lew Hitch  | Ala-Pívot | Estados Unidos | Kansas State |

## Temporada regular
| División Oeste           | División Oeste | División Oeste | División Oeste | División Oeste | División Oeste | División Oeste | División Oeste | División Oeste |
| Equipo                   | G              | P              | %              | PD             | Casa           | Fuera          | Neutral        | Div            |
| ------------------------ | -------------- | -------------- | -------------- | -------------- | -------------- | -------------- | -------------- | -------------- |
| x-Rochester Royals       | 41             | 25             | .621           | -              | 28-5           | 12-18          | 1-2            | 22-14          |
| x-Minneapolis Lakers     | 40             | 26             | .606           | 1              | 21-5           | 13-20          | 6-1            | 24-12          |
| x-Indianapolis Olympians | 34             | 32             | .515           | 7              | 25-6           | 4-24           | 5-2            | 18-18          |
| x-Fort Wayne Pistons     | 29             | 37             | .439           | 12             | 22-11          | 6–24           | 1-2            | 17-19          |
| Milwaukee Hawks          | 17             | 49             | .258           | 24             | 8-13           | 3–22           | 6-14           | 9-27           |

## Playoffs

### Semifinales de División
Minneapolis Lakers - Indianapolis Olympians
| Fecha       | Partido                                          | Ciudad       |
| ----------- | ------------------------------------------------ | ------------ |
| 23 de marzo | Minneapolis Lakers 78, Indianapolis Olympians 70 | Minneapolis  |
| 25 de marzo | Indianapolis Olympians 87, Minneapolis Lakers 94 | Indianapolis |
|             | Minneapolis gana las series 2-0                  |              |

### Finales de División
Minneapolis Lakers - Rochester Royals
| Fecha       | Partido                                         | Ciudad      |
| ----------- | ----------------------------------------------- | ----------- |
| 29 de marzo | Rochester Royals 88, Minneapolis Lakers 78      | Rochester   |
| 30 de marzo | Rochester Royals 78, Minneapolis Lakers 83 (OT) | Rochester   |
| 5 de abril  | Minneapolis Lakers 77, Rochester Royals 67      | Minneapolis |
| 6 de abril  | Minneapolis Lakers 82, Rochester Royals 80      | Minneapolis |
|             | Minneapolis gana las series 3-1                 |             |

### Finales de la NBA
Minneapolis Lakers - New York Knicks
| Fecha       | Partido                                        | Ciudad      |
| ----------- | ---------------------------------------------- | ----------- |
| 12 de abril | Minneapolis Lakers 83, New York Knicks 79 (OT) | Saint Paul  |
| 13 de abril | Minneapolis Lakers 72, New York Knicks 80      | Saint Paul  |
| 16 de abril | New York Knicks 77, Minneapolis Lakers 82      | Nueva York  |
| 18 de abril | New York Knicks 90, Minneapolis Lakers 89 (OT) | Nueva York  |
| 20 de abril | Minneapolis Lakers 102, New York Knicks 89     | Saint Paul  |
| 23 de abril | New York Knicks 76, Minneapolis Lakers 68      | Nueva York  |
| 25 de abril | Minneapolis Lakers 82, New York Knicks 65      | Minneapolis |
|             | Minneapolis gana las finales 4-3               |             |

## Estadísticas
| Rk | Jugador        | Edad | P  | PT | MP   | TC  | TCI  | %TC  | 3P | 3PI | %3P | TL  | TLI | %TL  | RO | RD | RT   | AS  | RB | TAP | BP | FP  | PTS  |
| 1  | George Mikan   | 27   | 64 |    | 40.2 | 8.5 | 22.1 | .385 |    |     |     | 6.8 | 8.7 | .780 |    |    | 13.5 | 3.0 |    |     |    | 4.5 | 23.8 |
| 2  | Jim Pollard    | 29   | 65 |    | 39.2 | 6.3 | 17.8 | .356 |    |     |     | 2.8 | 4.0 | .704 |    |    | 9.1  | 3.6 |    |     |    | 3.1 | 15.5 |
| 3  | Vern Mikkelsen | 23   | 66 |    | 35.5 | 5.5 | 13.1 | .419 |    |     |     | 4.3 | 5.6 | .761 |    |    | 10.3 | 2.7 |    |     |    | 4.3 | 15.3 |
| 4  | Slater Martin  | 26   | 66 |    | 37.6 | 3.6 | 9.6  | .375 |    |     |     | 2.2 | 2.9 | .747 |    |    | 3.5  | 3.8 |    |     |    | 3.4 | 9.3  |
| 5  | Whitey Skoog   | 25   | 35 |    | 28.2 | 2.9 | 8.5  | .345 |    |     |     | 0.9 | 1.1 | .789 |    |    | 3.5  | 1.7 |    |     |    | 2.7 | 6.7  |
| 6  | Bob Harrison   | 24   | 65 |    | 26.3 | 2.4 | 7.5  | .320 |    |     |     | 1.4 | 1.9 | .718 |    |    | 2.5  | 2.9 |    |     |    | 3.1 | 6.2  |
| 7  | Howie Schultz  | 29   | 66 |    | 19.7 | 1.3 | 4.8  | .283 |    |     |     | 1.4 | 1.8 | .756 |    |    | 3.7  | 1.5 |    |     |    | 3.0 | 4.1  |
| 8  | Lew Hitch      | 22   | 61 |    | 13.9 | 1.3 | 3.5  | .358 |    |     |     | 1.0 | 1.5 | .670 |    |    | 4.0  | 0.8 |    |     |    | 1.5 | 3.6  |
| 9  | Joe Hutton     | 23   | 60 |    | 12.1 | 0.9 | 2.6  | .335 |    |     |     | 0.8 | 1.2 | .700 |    |    | 1.4  | 1.0 |    |     |    | 1.8 | 2.6  |
| 10 | John Pilch     | 26   | 9  |    | 4.6  | 0.1 | 1.1  | .100 |    |     |     | 0.3 | 0.7 | .500 |    |    | 1.0  | 0.2 |    |     |    | 1.1 | 0.6  |
| 11 | Pep Saul       | 27   | 25 |    | 30.4 | 2.9 | 7.4  | .389 |    |     |     | 2.8 | 3.7 | .763 |    |    |      | 2.7 |    |     |    | 2.6 | 8.6  |

## Galardones y récords
| Jugador        | Galardón                    |
| George Mikan   | Mejor quinteto de la NBA    |
| Vern Mikkelsen | 2º Mejor quinteto de la NBA |
| Jim Pollard    | 2º Mejor quinteto de la NBA |